# Raindropchess
Raindropchess er form for skak. Den er dog lavet om i form af den originale skakform. Den kan på en hvis måde samelignes med Bobby Fischers 960 skakspil (dog ikke på reglerne). Skakspillet går ud på at få fat på sin modstanders konge (ligesom i rigtig skak) dog er der undtagelser i forhold til den originale form fra skak.

## Inden start og lidt efter
Reglerne går ud på at sætte sin modstanders konge i skak, hvilket godt kan være svært. I starten af kampen startes der med et 8×8 bræt (skakbræt). Det er tomt fra start af. Her skal der bruges nogle kort, der er blandet inden kampens start. På kortene er tegn på forskellige brikker. Det kan fx være en dronning. Dronningen må du så placere hvor som helst på brættet. Der er dog nogle bestemte regler til hvad du ikke må:
- Du må ikke stille din konge i skak, når du sætter den på brættet
- Hvis du får en løber står der oppe i et hjørnerne på hvilken farve felt den skal stå på. Det vil sige at hvis der oppe i hjørnet står en hvid firkant skal du sætte din løber på et hvidt felt.
- Hvis din konge bliver sat i skak, må du gerne bruge et kort. Det skal dog at være mulig at sætte brikken imellem. Hvis det ikke kan lade sig gøre taber man automatisk partiet.
- Hvis du trækker en bonde fra kortet, må du Maks. sætter den op 6. linje for hvid og 3. for sort, hvilket gør at der mindst er to træk mellem man kan forvandle.
- Når du har fåret kortet kongen, og du har sat kongen på brættet, kan du begynde at vælge at flytte dine brikker eller at tage kort op. Men når du ikke har flere kort tilbage kan du kun flytte.

Disse regler gælder for begge farver.

## Regler for skak og skakmat
Du sætter skak ligesom i rigtig skak. Skakmat kan dog sættes ved at du tager et kort som ikke kan placeres så den blokere skakken. Så er man også skakmat. Man kan inden kamp bestemme at hvis man laver en fejl der sætter en skak om man så har tabt.

## De blå brikker
Når du forvandler til en brik, skifter man bonden ud med nogle blå brikker. De er lyse og mørke alt efter om du er hvid eller sort (lyseblå til hvid. Mørkeblå til sort). Man kan kun forvandle til de fir brikker en gang pr. brik. Selve brikkerne er dem man kan forvandle til original skak. Alle brikkerne ryger dog ud når de er taget en gang og kan altså ikke bruges efter de er taget. De blå brikker er på ingen måde opgraderet i forhold til hvad de hvide eller sorte brikker. Det vil altså sige at de er ligesom de andre brikker.

## At slå en brik
Hvis man har fået kongen ind på brættet må man rykke, hvilket også vil sige at man må slå. Man må slå med alle sine brikker så længe man ikke sætter sin egen konge skak. Når man slår en brik fjerner man brikken fra brættet og sætter sin egen brik der. Altså brikken der slår sin modstanders ud. Man må selv om man tager en brik, men i de fleste tilfælde er det fordel at have flest brikker på brættet, da man så har lettere ved at fjerne sine modstanders. Der kan dog også være tale om en ulempe hvis man tager et offer som kan føre til død i spillet. Pas derfor på med hvad du tager.

## Taktik
Når man  spiller er det vigtig at  have en taktik. Det kan fx være at man stiller brikkerne så de kan beskytte hinanden. For det meste ville det være en god ide at skifte taktik for hver spil til spil. Øvelse gør nok mester lige netop inden for taktik.

## Eksterne kilder og henvisninger
- Om spillet Arkiveret 28. april 2012 hos  Wayback Machine

 Der er for få eller ingen kildehenvisninger i denne artikel, hvilket er et problem. Du kan hjælpe ved at angive troværdige kilder til de påstande, som fremføres i artiklen.